# Pseudoneureclipsis infantae
Pseudoneureclipsis infantae là một loài Trichoptera thuộc họ Dipseudopsidae. Chúng phân bố ở miền Ấn Độ - Mã Lai.